# Prato (tỉnh)
Tỉnh Prato (tiếng Ý: Provincia di Prato) là một tỉnh ở vùng Tuscany củaÝ. Tỉnh lỵ là thành phố Prato. Tỉnh được lập từ một phần của tỉnh Florence năm 1992.
Diện tích tỉnh này là 365 km², tổng dân số là 227.886 người năm 2001. Có 7 đô thị ở trong tỉnh này. Đây là nơi sinh huyền thoại bóng đá Paolo Rossi.

## Các đô thị và dân số
(Dữ liệu tại thời điểm 30 tháng 6 năm 2005)
| Đô thị          | Dân số  |
| --------------- | ------- |
| Prato           | 182.038 |
| Montemurlo      | 18.044  |
| Carmignano      | 12.930  |
| Vaiano          | 9.645   |
| Poggio a Caiano | 9.167   |
| Vernio          | 5.853   |
| Cantagallo, Ý   | 2.841   |